# Chaceus caecus
Chaceus caecus е вид десетоног ракообразен организъм от семейство Pseudothelphusidae. Видът не е застрашен от изчезване.

## Разпространение и местообитание
Разпространен е във Венецуела.
Обитава сладководни басейни и реки.

## Описание
Популацията на вида е стабилна.